# Muzeum Piśmiennictwa i Drukarstwa

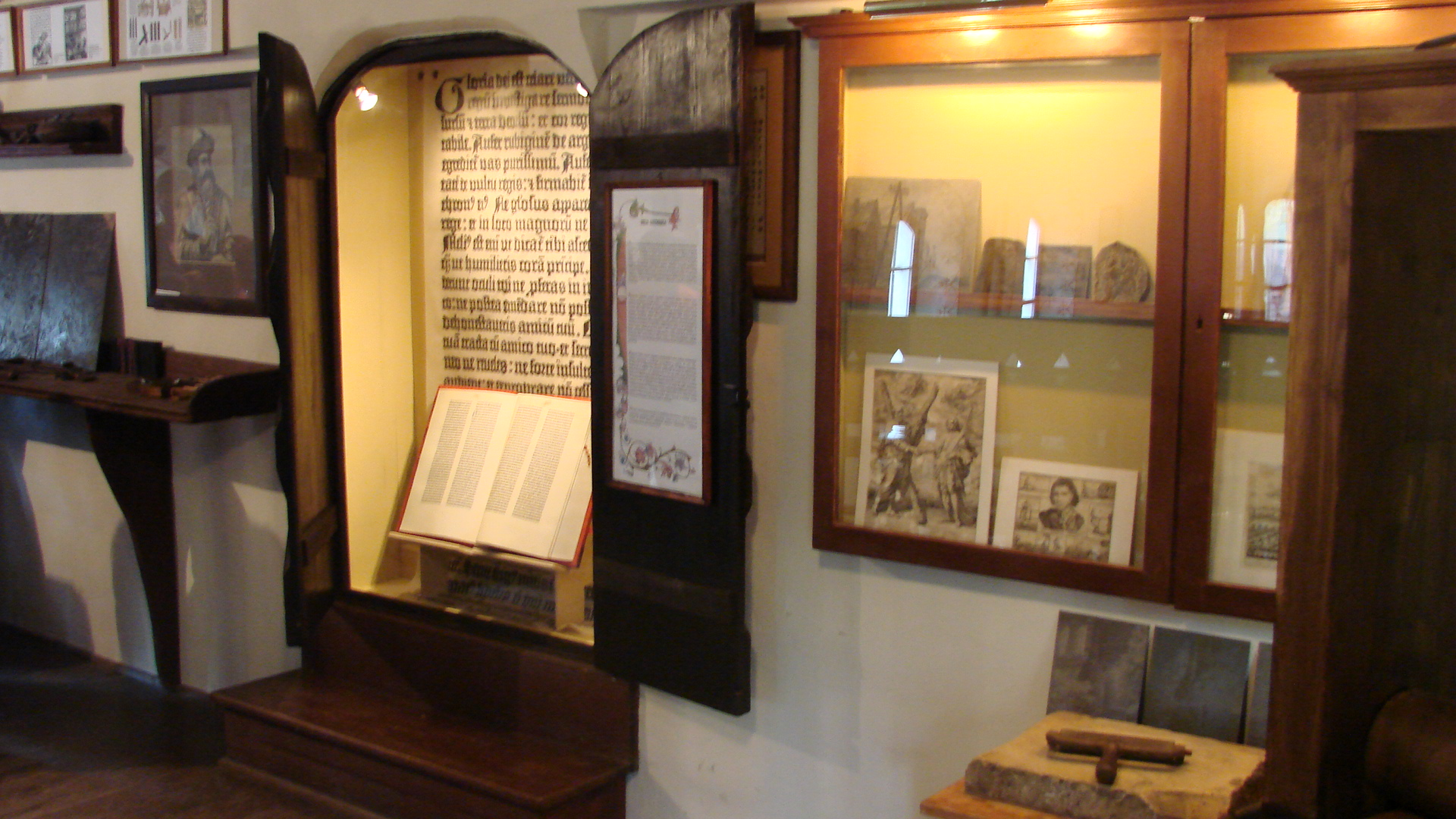
Fragment ekspozycji stałej – dział drukarski

Muzeum Piśmiennictwa i Drukarstwa – muzeum znajdujące się przy ul. Szkolnej 31 w Grębocinie, założone w 2004 przez konserwatora zabytków Dariusza Subocza. Siedzibą muzeum jest poewangelicki kościół św. Barbary z XIII wieku. Muzeum gromadzi obiekty z zakresu piśmiennictwa, papiernictwa i drukarstwa europejskiego i azjatyckiego.

## Historia
Muzeum zostało umiejscowione w średniowiecznym kościele zbudowanym w XIII wieku przez Krzyżaków. W XVI wieku kościół przeszedł pod rządy gminy ewangelickiej. W latach 20. XX wieku został pozbawiony funkcji sakralnej, a w 1930 wpisano go do rejestru zabytków.
Po II wojnie światowej zabytek przypominał ruinę. Dopiero w latach 60. i 70. XX w. podjęto próbę stworzenia w nim biblioteki gminnej. Prace rozpoczęto na początku lat 80. XX w., zostały one jednak przerwane. W związku z tym następowała poważna dewastacja zabytku.
W 1998 obiekt przeszedł w ręce prywatne. Współwłaściciel zabytku, Dariusz Subocz, przeprowadził prace remontowe, konserwatorskie oraz adaptacyjne na rzecz tworzonego Muzeum Piśmiennictwa i Drukarstwa. Efektem tych działań jest ekspozycja stworzona we wnętrzu kościoła.

## Ekspozycja stała
Ekspozycja stała została przygotowana z myślą o interaktywnych warsztatach z zakresu piśmiennictwa, papiernictwa polskiego i światowego oraz techniki i technologii drukarstwa europejskiego i azjatyckiego.
Działy tworzące ekspozycję stałą:
- drukarski
- papierniczy
- piśmienniczy

Ekspozycja składa się z replik i oryginalnych pras drukarskich z Polski i Europy (jest tu np. replika prasy Gutenberga), sprzętu introligatorskiego, wyposażenia dawnej papierni i średniowiecznego skryptorium.

## Edukacja
Muzeum jest typem muzeum interaktywnego. Przez cały rok prowadzone są w muzeum warsztaty dla dzieci, młodzieży i dorosłych.
W dziale piśmienniczym, stylizowanym na średniowieczne skryptorium, przybliżana jest historia materiałów piśmienniczych: papirusu i pergaminu. Uczestnicy poznają poszczególne etapy tworzenia kodeksu iluminowanego, a następnie samodzielnie próbują kaligrafii gęsim piórem na ręcznie czerpanym papierze.
W dziale papierniczym zwiedzający mają możliwość poznania historii papiernictwa europejskiego i azjatyckiego. W ramach zajęć praktycznych uczestnicy warsztatów samodzielnie czerpią kartkę papieru. Z kolei eksponaty z dziedziny drukarstwa umożliwiają dokładne poznanie jego historii. Każdy uczestnik warsztatów otrzymuje certyfikat uczestnictwa, samodzielnie wydrukowany w muzeum na XIX-wiecznej prasie drukarskiej.